# César Sanmartín
César Sanmartín Abán (Barcellona, 19 ottobre 1975) è un ex cestista spagnolo.

## Palmarès
- Copa del Rey: 1

Joventut Badalona: 1997